# Oxya maoershanensis
Oxya maoershanensis är en insektsart som beskrevs av Zheng, Z. och K. Li 2001. Oxya maoershanensis ingår i släktet Oxya och familjen gräshoppor. Inga underarter finns listade i Catalogue of Life.